# فرانک کوریگان
فرانک کوریگان (انگلیسی: Frank Corrigan؛ زادهٔ ۱۳ نوامبر ۱۹۵۲) بازیکن فوتبال اهل بریتانیا است.
از باشگاه‌هایی که در آن بازی کرده‌است می‌توان به باشگاه فوتبال برتون آلبیون، باشگاه فوتبال بلکپول، باشگاه فوتبال ویگان اتلتیک، باشگاه فوتبال نورتویچ ویکتوریا، و باشگاه فوتبال والسال اشاره کرد.